# Jiang Yuyuan
Jiang Yuyuan (Liuzhou, China, 1 de noviembre de 1991) es una gimnasta artística china, campeona olímpica en 2008 en el concurso por equipos, y subcampeona del mundo en 2007 por equipos y en 2010 en la general individual.

## Carrera deportiva
En el Mundial celebrado en Stuttgart en 2007 consigue la plata en el concurso por equipos —quedando solo tras las estadounidenses—; las otras cinco componentes del equipo eran: Cheng Fei, Yang Yilin, Li Shanshan, Xiao Sha y He Ning.
En los JJ. OO. celebrados en Pekín en 2008 gana la medalla de oro en el concurso por equipos —quedando por delante de EE. UU. (plata) y Rumania (bronce)—.
En el Mundial celebrado en Róterdam en 2010 consigue la medalla de plata en el concurso general individual —quedando solo tras la rusa Aliyá Mustáfina— y la de bronce en el concurso por equipos, quedando tras Rusia y Estados Unidos.